# Trebbiano d'Abruzzo
Il Trebbiano d'Abruzzo è un vino DOC la cui produzione è consentita nelle province di Chieti, L'Aquila, Pescara e Teramo.

## Zona di produzione
La zona di produzione comprende l'intero territorio, o parte di esso, dei seguenti comuni:
Provincia di Chieti
Altino, Archi, Ari, Anelli, Atessa, Bomba, Bucchianico, Canosa Sannita, Casacanditella, Casalanguida, Casalincontrada, Carpineto Sinello, Casalbordino, Casoli, Castel Frentano, Celenza sul Trigno, Chieti, Crecchio, Cupello, Fara Filiorum Petri, Filetto, Fossacesia, Francavilla al Mare, Fresagrandinaria, Frisa, Furci, Gissi, Giuliano Teatino, Guardiagrele, Lanciano, Lentella, Miglianico, Monteodorisio, Mozzagrogna, Orsogna, Ortona, Paglieta, Palmoli, Perano, Poggiofiorito, Pollutri, Ripa Teatina, Roccamontepiano, Rocca San Giovanni, San Buono,
Sant'Eusanio del Sangro, San Giovanni Teatino, Santa Maria Imbaro, San Martino sulla Marrucina, San Salvo, San Vito Chietino, Scerni, Tollo, Torino di Sangro, Torrevecchia Teatina, Treglio, Vasto, Villalfonsina, Villamagna, Vacri;
Provincia di L'Aquila
Acciano, Anversa degli Abruzzi, Balsorano, Bugnara, Canistro, Capestrano, Castel di Ieri, Castelvecchio Subequo, Civita d'Antino, Civitella Roveto, Cocullo, Corfinio, Fagnano Alto, Fontecchio, Fossa, Gagliano Aterno, Goriano Sicoli, Introdacqua, Molina Aterno, Morino, Ofena, Pacentro, Poggio Picenze, Pratola Peligna, Pettorano sul Gizio, Prezza, Raiano, Roccacasale, San Demetrio ne' Vestini, Sant'Eusanio Forconese, San Vincenzo Valle Roveto, Secinaro, Sulmona, Tione degli Abruzzi, Villa Sant'Angelo, Villa Santa Lucia degli Abruzzi, Vittorito.
Provincia di Pescara
Alanno, Bolognano, Brittoli, Bussi, Cappelle sul Tavo, Castiglione a Casauria, Catignano, Cepagatti, Città Sant'Angelo, Civitella Casanova, Civitaquana, Collecorvino, Corvara, Cugnoli, Elice, Farindola, Lettomanoppello, Loreto Aprutino, Manoppello, Montebello di Bertona, Montesilvano, Moscufo, Nocciano, Penne, Pianella, Pietranico, Picciano, Pescara, Pescosansonesco, Popoli Terme, Rosciano, San Valentino in Abruzzo Citeriore, Scafa, Serramonacesca, Spoltore, Tocco da Casauria, Torre de' Passeri, Turrivalignani, Vicoli;
Provincia di Teramo
Alba Adriatica, Ancarano, Atri, Basciano, Bellante, Bisenti, Campli, Canzano, Castel Castagna, Castellalto, Castiglione Messer Raimondo, Castilenti, Cellino Attanasio, Cermignano, Civitella del Tronto, Colledara, Colonnella, Controguerra, Corropoli, Giulianova, Martinsicuro, Montefino, Montorio al Vomano, Morro d'Oro, Mosciano Sant'Angelo, Nereto, Notaresco, Penna Sant'Andrea, Pineto, Roseto degli Abruzzi, Sant'Egidio alla Vibrata, Sant'Omero, Silvi, Teramo, Torano Nuovo, Tortoreto, Tossicia e Isola del Gran Sasso d'Italia.

## Storia
Il vitigno Trebbiano, un pilastro dell'enologia italiana, vanta radici profonde nel passato. Le prime testimonianze della sua presenza risalgono all'epoca romana, come attestato da Plinio il Vecchio che descriveva un "Vinum trebulanum". Il nome stesso del vitigno, derivato dal latino "trebula" (casale o fattoria), suggerisce un legame stretto con la produzione vinicola locale e contadina.
Nel corso dei secoli, il Trebbiano si è diffuso in molte regioni d'Italia, dalla Toscana alle Marche, dall'Abruzzo al Lazio. Autorevoli agronomi e botanici del passato, come Pier de Crescenzi e Andrea Bacci, ne hanno descritto le caratteristiche e la diffusione. Tuttavia, la sua identificazione precisa è stata a lungo oggetto di dibattito, soprattutto a causa della sua variabilità e delle numerose varietà locali che portavano lo stesso nome.
In Abruzzo, il Trebbiano ha una storia particolarmente interessante e complessa. A lungo confuso con il Bombino bianco, questo vitigno è stato al centro di un'accesa discussione tra gli esperti. Nonostante le difficoltà di classificazione, il Trebbiano d'Abruzzo è diventato il vitigno base di una delle denominazioni di origine controllata più importanti della regione.
Grazie a un continuo lavoro di ricerca e miglioramento delle pratiche viticole ed enologiche, il Trebbiano d'Abruzzo DOC è riuscito a conquistarsi un posto di rilievo nel panorama enologico italiano. Il disciplinare di produzione, aggiornato più volte nel corso degli anni, ha contribuito a definire le caratteristiche distintive di questo vino, rendendolo sempre più apprezzato dai consumatori.

## Tecniche di produzione
Le forme di allevamento consentite sono pergola abruzzese e spalliera semplice o doppia. È consentita l'irrigazione di soccorso.
Per i vini a denominazione di origine controllata "Trebbiano d'Abruzzo" superiore e "Trebbiano d'Abruzzo" riserva non è consentito l'arricchimento.
II vino "Trebbiano d'Abruzzo" che si fregia della menzione "riserva" deve essere sottoposto ad un periodo di invecchiamento/affinamento obbligatorio non inferiore a diciotto mesi all’interno della zona di produzione delimitata nell'art.3. Il periodo di invecchiamento/affinamento decorre dal 1° novembre dell'annata di produzione delle uve.
II vino Trebbiano d'Abruzzo DOC non può essere immesso al consumo prima del 1° gennaio successivo all'annata di produzione delle uve. Il vino che si fregia della menzione "superiore" non può essere immesso al consumo prima del 1° marzo dell'anno successivo a quello di produzione delle uve. Il vino che si fregia della menzione "riserva" non può essere immesso al consumo prima del 1° maggio del secondo anno successivo a quello di produzione delle uve.
Può essere utilizzata la menzione "vigna" a condizione che sia seguita dal relativo toponimo o nome tradizionale. Per il vino "Trebbiano d’Abruzzo" superiore e quello che si fregia della menzione "riserva" è consentito solo l'uso del tappo di sughero raso bocca.

## Disciplinare
Il Trebbiano d'Abruzzo DOC è stato istituito con DPR 28 giugno 1972 pubblicato sulla Gazzetta Ufficiale n. 221 del 25 agosto 1972.
Successivamente è stato modificato con:
- Modificato con DM 23 ottobre 1992 GU 254 – 28 ottobre 1992
- Modificato con DM 24 settembre 2001 GU 240 – 15 ottobre 2001
- Modificato con DM 6 settembre 2002 GU 218 – 17 settembre 2002
- Modificato con DM 15 maggio 2003 GU 120 – 26 maggio 2003
- Modificato con DM 30 ottobre 2007 GU 266 – 15 novembre 2007
- Modificato con DM 20 novembre 2009 GU 281 – 02 dicembre2009
- Modificato con DM 2 febbraio 2010 GU 41 – 19 febbraio 2010
- Modificato con DM 30 novembre 2011 GU 295 – 20 dicembre 2011 Pubblicato sul sito ufficiale del Mipaaf Prodotti DOP e IGP – Sezione Vini DOP e IGP
- Modificato con DM 7 marzo 2014 Pubblicato sul sito ufficiale del Mipaaf Prodotti DOP e IGP – Sezione Vini DOP e IGP
- La versione in vigore è stata approvata con DM 22 dicembre 2014 GU 9 – 13 gennaio 2015 Pubblicato sul sito ufficiale del Mipaaf Prodotti DOP e IGP – Sezione Vini DOP e IGP

## Tipologie

### Trebbiano d'Abruzzo
| uvaggio                        | Trebbiano Abruzzese e/o Trebbiano Toscano e/o Bombino bianco min 85% vitigni a bacca bianca non aromatici, idonei alla coltivazione in Abruzzo max 15% |
| titolo alcolometrico minimo    | 11,50% vol. |
| acidità totale minima          | 4,5 g/l. |
| estratto secco minimo          | 16,00 g/l |
| resa massima di uva per ettaro | 140 q. |
| resa massima di uva in vino    | 70 % |

#### Caratteri organolettici
- Aspetto: giallo paglierino intenso;
- Olfatto: caratteristico con profumo intenso e delicato;
- Gusto: asciutto, sapido, vellutato, armonico.

#### Abbinamenti consigliati
Antipasti di pesce, primi piatti di pesce, pesce al forno o alla griglia.

### Trebbiano d'Abruzzo superiore
| uvaggio                        | Trebbiano Abruzzese e/o Trebbiano Toscano e/o Bombino bianco min 90% vitigni a bacca bianca non aromatici, idonei alla coltivazione in Abruzzo max 10% |
| titolo alcolometrico minimo    | 12,00% vol. |
| acidità totale minima          | 4,5 g/l. |
| estratto secco minimo          | 18,00 g/l |
| resa massima di uva per ettaro | 130 q. |
| resa massima di uva in vino    | 70 % |

#### Caratteri organolettici
- Aspetto: giallo paglierino intenso;
- Olfatto: caratteristico con profumo intenso e delicato;
- Gusto: asciutto, vellutato, armonico con retrogusto gradevolmente mandorlato;

#### Abbinamenti consigliati
Antipasti di pesce, primi piatti di pesce, pesce al forno o alla griglia.

### Trebbiano d'Abruzzo riserva
| uvaggio                        | Trebbiano Abruzzese e/o Trebbiano Toscano e/o Bombino bianco min 90% vitigni a bacca bianca non aromatici, idonei alla coltivazione in Abruzzo max 10% |
| titolo alcolometrico minimo    | 12,50% vol. |
| acidità totale minima          | 4,5 g/l. |
| estratto secco minimo          | 18,00 g/l |
| resa massima di uva per ettaro | 120 q. |
| resa massima di uva in vino    | 70 % |

#### Caratteri organolettici
- Aspetto: giallo paglierino intenso;
- Olfatto: caratteristico con profumo intenso e delicato;
- Gusto: asciutto, vellutato, armonico con retrogusto gradevolmente mandorlato;

#### Abbinamenti consigliati
Antipasti di pesce, primi piatti di pesce, pesce al forno o alla griglia.